# Black Dragons
I Black Dragons (in italiano: i Dragoni Neri, in Cinese tradizionale 黑龍) sono una triade sino-americana e banda di strada formata nel 1980 da immigrati cinesi a Los Angeles in California.
Nacque come gruppo di ragazzi che insieme si proteggevano dalle altre bande ispaniche e asiatiche.
I Dragoni neri operarono a Los Angeles e nella valle di San Gabriel per oltre 20 anni.
Al suo apice aveva oltre 100 membri.